# I Now Pronounce You Chuck and Larry
I Now Pronounce You Chuck and Larry is een holebi-komedie uit 2007 onder regie van Dennis Dugan. De productie is een nieuwe versie van de Australische film Strange Bedfellows uit 2004. De film werd genomineerd voor dertien prijzen, alleen waren er daarvan acht voor een Golden Raspberry Award.

## Verhaal
Chuck Levine (Adam Sandler) en Larry Valentine (Kevin James) zijn beste vrienden en behoren samen tot de top van het brandweerkorps. Valentine zorgt in zijn eentje voor zijn kinderen, na de dood van zijn vrouw drie jaar geleden. Levine daarentegen heeft seks met iedere dag een ander en liefst met meerdere vrouwen per keer. Wanneer Valentine zijn leven redt in een brandend en instortend gebouw, doet hij hem een belofte die daar een einde aan maakt.
Nadat Levine aan zijn vriend belooft dat hij werkelijk alles aan hem mag vragen, komt die al snel op een idee. Als de alleenstaande Valentine namelijk overlijdt bij zijn werk, blijven zijn kinderen met niets achter. Knoopt hij daarentegen een nieuwe relatie aan, dan kan hij een levensverzekering voor ze afsluiten. Bij gebrek aan een vrouw in zijn leven wil hij dat Levine samen met hem een samenleefcontract tekent, wat hen voor de wet een homoseksueel paar maakt. Met tegenzin komt Levine zijn belofte na omdat hij veronderstelt dat hun verbintenis toch alleen op papier zal bestaan. Het geheim van hun 'relatie' ligt echter binnen de kortste keren op straat en homoseksualiteit ontkennen op dit punt zou verzekeringsfraude en een gevangenisstraf betekenen.
De twee maken er maar het beste van en proberen Valentines huis zo in te richten dat verzekeringsinspecteur Clint Fitzer (Steve Buscemi) in hun homoseksuele toneelstuk zal trappen. Hun omgeving reageert alleen minder soepel dan gehoopt. Levine komt helemaal voor een dilemma als hij het wel erg goed blijkt te kunnen vinden met hun advocate Alex McDonough (Jessica Biel), die gelooft in hun homoseksualiteit.

## Moraal
In de film wordt veel aandacht besteed aan discriminatie op het gebied van homoseksualiteit en de moeilijkheid voor homoseksuelen om uit de kast te komen.

## Rolverdeling
- Dan Aykroyd - Captain P. Tucker
- Nick Turturro - Tony
- Ving Rhames - Duncan
- Richard Chamberlain - Councilman Banks
- Rob Corddry - Jim the Protestor

## Trivia
- Lance Bass verschijnt kort als zanger in de band. Hij hield gedurende zijn tijd in *NSYNC zijn homoseksualiteit verborgen, om daarna uit de kast te komen.
- Acteur Gary Valentine (brandweerman Karl) was een vaste verschijning in de komedie The King of Queens, waarin hoofdrolspeler James eveneens een hoofdrol speelde. Hij speelde daarin de neef van James' personage.
- Ook Allen Covert, Peter Dante en Jonathan Loughran speelden (gastrollen) in The King of Queens. Zij verschijnen daarnaast standaard in al Sandlers films.
- Sandlers vriend Rob Schneider had - zoals altijd in Sandlers films - een gastrol. In I Now Pronounce You Chuck and Larry speelt, hij onherkenbaar geschmninkt, de Aziatische ambtenaar die de twee in de echt verbindt.
- Voormalig model Jackie Sandler, Sandlers echtgenote, verschijnt kort in beeld als lerares.
- Deze film werd in 2008 ook in India gemaakt onder de naam Dostana, met Abhishek Bachchan en John Abraham.